# Mogra Badshahpur
Mogra Badshahpur è una suddivisione dell'India, classificata come municipal board, di 17.747 abitanti, situata nel distretto di Jaunpur, nello stato federato dell'Uttar Pradesh.